# One Wild Week
One Wild Week er en amerikansk stumfilm fra 1921 af Maurice Campbell.

## Medvirkende
- Bebe Daniels som Pauline Hathaway
- Frank Kingsley som Bruce Reynolds
- Mayme Kelso som Emma Jessop
- Frances Raymond som Mrs. Brewster
- Herbert Standing som Judge Bancroft
- Edwin Stevens som Oliver Tobin
- Edythe Chapman som Mrs. Dorn
- Carrie Clark Ward
- Bull Montana som Red Mike